# Vrachonisída Chondrópoulo
Vrachonisída Chondrópoulo är en ö i Grekland.   Den ligger i prefekturen Nomós Dodekanísou och regionen Sydegeiska öarna, i den sydöstra delen av landet, 290 km sydost om huvudstaden Aten.
Terrängen på Vrachonisída Chondrópoulo är varierad. Öns högsta punkt är 7 meter över havet. 